# R2-D2
R2-D2, kortweg R2 (Artoo) genoemd, is een robot in het fictieve Star Wars-universum. R2-D2 is een robot van het type astromechdroid.
R2-D2, gespeeld door Kenny Baker, is een van de bekendste personages uit de filmreeks. Hij is dan ook een veelvoorkomend personage in popcultuur. Samen met C-3PO is R2-D2 het enige personage dat in alle Star Wars-films voorkomt.

## Vaardigheden
Zoals alle R2-eenheden kan R2-D2 reparaties aan de buitenkant van een vliegend ruimteschip uitvoeren. Hij hecht zich vast met zijn magnetische voeten als hij niet in zijn speciale nis zit.
R2-D2 heeft behalve zijn magnetische voeten, een groot aantal andere ingebouwde handigheidjes. Zo heeft hij onder meer een communicatiearm, een holografisch projector, een brandblusser, een levenssensor, een cirkelzaag, een klauw, een jetpack en een lasapparaat. Ook kan hij met opzet olie spuiten of lekken om een vijand te verblinden.

## Taal
Zoals alle astromechdroids kan R2-D2 niet spreken in een taal die een gemiddeld wezen kan begrijpen. Hij communiceert met piepjes. Met (fictieve) specialistische apparatuur, zoals de astromechtranslator, of met behulp van een andere droid zoals de protocoldroid C-3PO, kan de spraak van een astromech geïnterpreteerd worden.

## Rol in de films

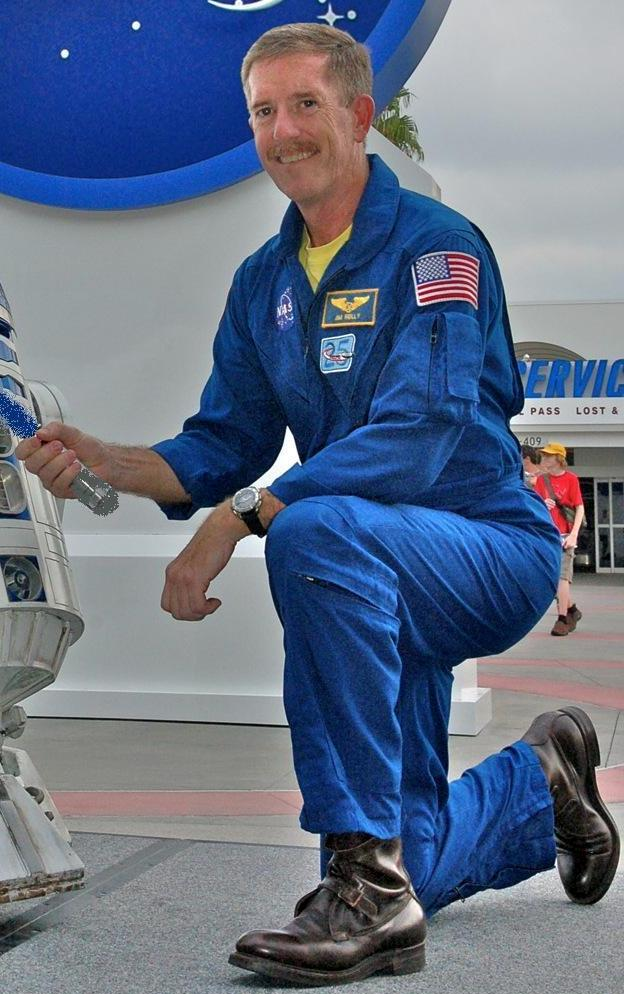
Astronaut Jim Reilly neemt een lichtzwaard in ontvangst van R2-D2 bij een ceremonie in het Kennedy Space Center. Het lichtzwaard werd meegenomen naar de ruimte aan boord van een Spaceshuttle.

R2-D2 begint als een standaard astromechdroid wiens taak het was om op de grotere schepen, zoals de kruisers, schade te repareren, zelfs tijdens een gevecht. Hij dient op Padmé Amidala's ruimteschip. Nadat hij hen de blokkade van de Trade Federation helpt door te komen, besluit Padmé om R2-D2 tot haar persoonlijke robot te benoemen.
R2-D2 is in de films Episodes II en III in het bezit van Anakin Skywalker. Hij is getuige van Senator Amidala's huwelijk met Anakin Skywalker, en helpt de Jedi om de ontvoerde Kanselier Palpatine op te sporen. Aan het eind van de derde film wordt R2-D2 samen met C-3PO toegewezen aan kapitein Raymus Antilles. Zijn geheugen wordt, in tegenstelling tot dat van C-3PO, niet gewist.
In Episode IV wordt R2-D2 door Leia Organa naar Tatooine gestuurd met een boodschap voor Obi-Wan Kenobi. Hier ontmoet hij Luke Skywalker en accepteert hem als zijn nieuwe meester. In Episode V en VI is R2-D2 vrijwel altijd in Luke's buurt te vinden. Zo gaat hij met hem naar Dagobah om Yoda te zoeken, speelt een belangrijke rol in Luke's plan om Jabba de Hutt te verslaan, en helpt de rebellen de schildgenerator van de tweede Death Star uit te schakelen.

## Expanded Universe
R2-D2 speelt een grote rol in de Kloonoorlogen, die zich afspelen tussen Episode II en III. Astromechdroids' leven tussen Episode III en IV wordt getoond in de animatieserie Star Wars: Droids. Blijkbaar raken hij en C-3PO kapitein Antilles kwijt, en zwerven lange tijd samen door het universum. Dit is mogelijk aangezien er 19 jaar zit tussen Episodes III en IV.